# Саліпа Сергій Дмитрович
Сергі́й Дми́трович Салі́па — капітан Збройних сил України; нагороджений медаллю ООН за бездоганну службу — 2010, пам'ятним нагрудним знаком МО України «Воїн-миротворець» — 2011. Учасник російсько-української війни.

## Життєпис
Сергій Саліпа народився 5 червня 1986 року в м. Ізяслав, у родині медиків. Невдовзі родина переїхала до м. Старокостянтинова, де Сергій успішно навчався в школі № 2.
Після 9 класів вступив на навчання до Кам'янець-подільського військового ліцею, по тому закінчив Кам'янець-Подільський військовий інститут за спеціальністю військового інженера. З 2008 року — у Збройних силах України, військова частина А-0563, Охтирка, 91-й інженерний полк.
З грудня 2009 по червень 2010 року — служба в миротворчій місії ООН у Ліберії — перекладач групи планування застосування авіації 56-го окремого вертолітного загону.
У зоні антитерористичної операції — з 25 травня 2014-го, командир роти інженерного забезпечення руху. 14 липня біля села Дмитрівка Донецької області при виконанні функцій керівника групи, рушив на пошуки останків сапера 72-ї механізованої бригади, до якої був прикомандирований; підірвався на фугасі.
Похований у Старокостянтинові, вдома лишилися дружина та двоє 6-річних синів.

## Нагороди
- 14 серпня 2014 року — за особисту мужність і героїзм, виявлені у захисті державного суверенітету та територіальної цілісності України, вірність військовій присязі під час російсько-української війни, відзначений — нагороджений орденом Богдана Хмельницького III ступеня (посмертно).
- Почесний громадянин міста Хмельницького (посмертно)
- Почесний громадянин Старокостянтинівського району (посмертно)
- Почесний громадянин Охтирки (посмертно).